# ジョン・ランキン・ギャンブル
ジョン・ランキン・ギャンブル(英語: John Rankin Gamble、1848年1月15日 - 1891年8月14日)は、アメリカ合衆国の政治家、共和党員。宗教は会衆派教会。 アメリカ合衆国下院議員を1期務めたが、任期中に死亡した。

## 経歴・人物
1848年1月15日、ギャンブルはニューヨーク州ジェネシー郡アラバマに生まれた。1867年にローレンス大学に入学し、在学中は教員として働いて学費を全て賄った。1872年に大学を首席で卒業後、ウィスコンシン州フォックス・レイクのドーズ・ブラザーズ法律事務所で働きながら法律を学んだ。翌年、弁護士資格を取得したギャンブルは、ダコタ準州（現在のサウスダコタ州）のヤンクトンで開業し、1875年に弟ロバートとともにギャンブル・ブラザーズ法律事務所を設立した。
ヤンクトン郡地方検事、ダコタ準州連邦検事を歴任した後、ダコタ準州下院議員、上院議員をそれぞれ1期務めた。また、サウスダコタ州の憲法制定会議にも参加している。
1890年選挙で当選を果たし、下院議員として選出されたが、議会開会から約5ヶ月後の1891年8月14日に心臓病で亡くなった。

## 親族
- 妻 - ファニー・デイビス - 1875年9月22日に結婚。
- 弟 - ロバート・ギャンブル： サウスダコタ州選出のアメリカ合衆国下院議員
- 甥(ロバートの子) -  ラルフ・ギャンブル（英語版）：ニューヨーク州選出のアメリカ合衆国下院議員
- 母方の三従兄弟[5] - アンドリュー・ジャクソン：第7代アメリカ合衆国大統領